# Hingsmasören
Hingsmasören är öar i Finland. De ligger i Norra kvarken och i kommunen Vasa i den ekonomiska regionen  Vasa i landskapet Österbotten, i den västra delen av landet. Öarna ligger nära Vasa och omkring 380 kilometer nordväst om Helsingfors.
Arean för den av öarna koordinaterna pekar på är 17,8 hektar och dess största längd är 0,9 kilometer i öst-västlig riktning.